# REPAIR Impact Fund
REPAIR Impact Fund er en fond stiftet i 2018, der har som hovedformål at investere og forske i nye metoder og løsninger i kampen mod antibiotikaresistente bakterier eller såkaldte "super-bakterier". REPAIR Impact Fund er finansieret af Novo Holdings og har tilknyttet 1 mia. kr. til investering, henover en 5-årig periode, i projekter og virksomheder, der specialiserer sig inden for forskning og bekæmpelse af den stigende trussel fra antibiotikaresistens.

## Fondens navn og formål
REPAIR Impact Funds navn (REPAIR) er et akronym af ordene "Replenishing and Enabling the Pipeline for Anti-Infective Resistance".
REPAIR Impact Fund målretter sine investeringer i tidlige stadier af startup-virksomheder, biotekvirksomheder og projekter med fokus på udviklingen af nye medicintyper, der kan hjælpe med at komme antibiotikaresistens til livs. Fonden prioriterer at hjælpe forskning og virksomheder, som arbejder med sygdomsfremkaldende patogener, som ifølge WHO er vurderet til at udgøre de farligste patogener lige nu.

## Baggrund for fondens etablering
Antibiotikaresistens udgør en voksende trussel mod folkesundheden og moderne medicin på verdensplan grundet en øget vækst i infektioner, som er resistente over for ordinær antibiotika samt de såkaldte "last-resort antibiotics". Indenfor de seneste ti år har der været en forøget vækst i multiresistente bakterier, som vanskeliggør behandlinger og rammer især nyfødte, ældre og folk med svækket immunforsvar. Udbredelsen af antibiotikareistens skyldes bl.a. et stigende overforbrug af antibiotika til behandling af almene infektioner blandt befolkninger. Antibiotikaresistens er anslået til at dræbe årligt ca. 700.000 personer på verdensplan grundet infektioner, som er resistente over for de nuværende lægemidler. Det er anslået, at der årligt dør 33.000 mennesker i EU og EEA (EU og Island, Liechtenstein samt Norge). Alene i EU's 28 medlemsslande er det anslået, at 28.000 mennesker årligt dør fra antibiotikaresistens.

## Investeringer
REPAIR Impact Fund blev etableret med en kapital på 1 mia. kr., der skal bruges til at investere i ca. 20 firmaer henover en periode på 5 år i kampen mod antibiotikaresistens. Investeringsfokus ligger primært i EU og USA.
- IBT Vaccines (i 2020): Amerikansk biopharmaselskab i Rockville, MD, målrettet nye vacciner og behandlinger af bl.a. stafylokokker.[9]
- Mutabilis (i 2020): Fransk biopharmaselskab målrettet udviklingen af antibiotika mod Gram-Gram negative infektioner.[9]
- Spero Therapeutics, Inc (i 2019): Amerikansk biopharmaselskab i Cambridge, Massachusetts, målrettet behandlinger mod multi-drug-resistant (MDR) bakterier og infektioner.[10][11]
- Curza (i 2019): Amerikansk biotekselskab i Salt Lake City, Utah, med fokus på bekæmpelse af bakterier, der er resistente over for antibiotika.[10][11]
- MinervaX (i 2018): Dansk biotekselskab,[12] som fokuserer på vacciner mod Group B Streptococci (GBS).[13] Investering er på € 3,5 mio. euro.[14] (DKK 26,9 mio. kr.).[15]
- Polyphor (i 2018): Schweizisk biotekselskab,[12] som udvikler nye typer af antibiotika. Investeringen er på 45 mio. kr.[16]
- Entasis Therapeutics (NASDAQ: ETTX) (i 2018):[17] Amerikansk baseret biotekselskab,[12] som udvikler nye former for inhibitorer, der skal ramme multiresistente infektioner inden for gruppen Pseudomonas Aeruginosa. Investeringen er på $ 10 mio. dollar[17] (ca. DKK 65 mio. kr.).
- Procarta Biosystems (i 2018):[17] Britisk-baseret biotekselskab, der fokuserer på udviklingen af antibakterielle behandlinger. Investeringen er på € 1,5 mio. euro.[17]

## Administration
REPAIR Impact Fund ejes af Novo Holdings og administreres af en videnskabelig bestyrelse (Scientific Selection Board), der har til formål at udvælge investeringer.
REPAIR Impact Funds videnskabelige bestyrelse (Scientific Selection Board) består af følgende personer:
- Aleksandar Danilovski (Chief Scientific Officer, Xellia Pharmaceuticals)
- Bruce Montgomery (CEO Avalyn Pharma)
- Gerald B. Pier (Professor of Medicine (Microbiology and Immunobiology))
- John Rex (Chairman of Board)
- Liam Ratcliffe (Managing Director at New Leaf Venture Partners)
- Lloyd Czaplewski (Ph.D. FRSC)
- Lloyd Payne (Executive Vice President Anti-infectives, Evotec)
- Lynn L. Silver (Owner of LL Silver Consulting, LLC)
- Ruben Tommasi (Chief Scientific Officer, Entasis Therapeutics)
- Ursula Theuretzbacher (Founder of the Center for Anti-Infective Agents (CEFAIA))

Novo Holdings' management tilknyttet REPAIR Impact Fund:
- Alex Engel (Partner, Novo Holdings)
- Emanuelle Coutanceau (Partner, Novo Holdings)
- Søren Møller (Managing Partner, Novo Holdings)